# Literaturarchiv Sulzbach-Rosenberg
Das Literaturarchiv Sulzbach-Rosenberg ist ein Literaturarchiv, Literaturhaus und Literaturmuseum in der nordostbayerischen Stadt Sulzbach-Rosenberg. Es versteht sich als Schnittstelle von literarischer Kultur und literaturwissenschaftlicher Forschung. Seit 1977 befindet sich das Literaturarchiv im alten Amtsgerichtsgebäude in Sulzbach-Rosenberg. Sein Träger ist der gemeinnützige Verein Literaturarchiv Sulzbach-Rosenberg e. V.

## Aufgaben und Ziele
Zu den Hauptzwecken gehört die Sammlung, Archivierung und Erforschung deutschsprachiger Literatur seit 1945. Den Grundbestand des Archivs bildet die Redaktionskorrespondenz der Zeitschrift Akzente aus den Jahren 1954–1970. Weitere wichtige Bestände sind der Nachlass des 2003 verstorbenen Walter Höllerer sowie eine Sammlung zu Günter Grass, die unter anderem die einzig erhaltene Frühfassung seines Romans Die Blechtrommel enthält.
Ein weiterer Aufgabenbereich des Hauses ist die Förderung literarischer Kultur. Das Literaturarchiv veranstaltet regelmäßig literarische Lesungen und zeigt neben einer Dauerausstellung zur Literatur nach 1945 wechselnde Sonderausstellungen zu besonderen Themen. Die interkulturelle Vermittlung deutschsprachiger Literatur hat sich, auch durch die Zusammenarbeit mit dem Prager Literaturhaus deutschsprachiger Autoren sowie dem Literarischen Colloquium Berlin, zu einem Schwerpunkt der Arbeit entwickelt.

## Geschichte

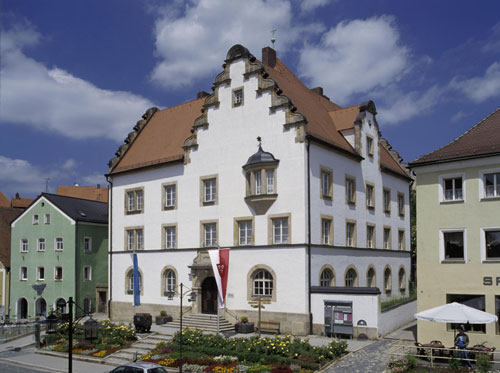
Das Literaturarchiv im Gebäude des alten Amtsgerichts in Sulzbach-Rosenberg, im September 2009

Mitte der 1970er Jahre suchte Walter Höllerer nach einer Möglichkeit, die etwa 35.000 Briefe umfassende Redaktionskorrespondenz der Zeitschrift Akzente, die er  in seiner Frankfurter Wohnung aufbewahrte, dauerhaft zu sichern und der wissenschaftlichen Forschung zugänglich zu machen. Nachdem er 1974 mit dem Kulturpreis seiner Heimatstadt Sulzbach-Rosenberg ausgezeichnet worden war, begannen Verhandlungen über die Gründung einer literarischen Institution in der oberpfälzischen Kleinstadt, die diesen Zweck erfüllen sollte. Neben der archivarischen Funktion stand in den Planungen von Beginn an auch die Förderung des literarischen Lebens in der Region Oberpfalz im Vordergrund. Am 16. Oktober 1976 wurde das Literaturarchiv Sulzbach-Rosenberg als Verein gegründet und am 4. November 1977 im Gebäude des alten Amtsgerichts offiziell eröffnet. Um die wissenschaftliche Aufarbeitung der im Archiv aufbewahrten Dokumente zu unterstützen, wurde eine Einbindung der Universität Regensburg in der Satzung festgeschrieben. Die Eröffnung des Hauses wurde von einem mehrtägigen Veranstaltungsprogramm begleitet. Mit Lesungen zu Gast waren unter anderem Günter Grass, Hans Mayer, Hans Bender, Michael Krüger, Uwe Dick und Ludwig Harig.
1991 wurde der Grundbestand des Archivs um den Vorlass Walter Höllerers erweitert. Seit den 1990er Jahren folgten weitere kleinere Sammlungen zur Geschichte der Literatur nach 1945.
2004 übergab Renate von Mangoldt dem Literaturarchiv Sulzbach-Rosenberg als Schenkung den Nachlass Walter Höllerers, der seit 2007 wissenschaftlich erschlossen wird.
Vorsitzende des Literaturarchivs Sulzbach-Rosenberg waren:
- Oswald Heimbucher (1977–1988)
- Walter Höllerer (1988–1991)
- Bernhard Gajek (1991–1994)
- Friedrich Geißelmann (1994–2008)
- Achim Geisenhanslüke (2008–2014)

Amtierender Erster Vorsitzender ist seit 2014 der Literaturwissenschaftler Heribert Tommek.

## Publikationen
- Baumann-Eisenack, Barbara: Walter Höllerer: Zu seinen Gedichten und seiner Lyrik-Anthologie Transit. Sulzbach-Rosenberg 2002 (= Briefe und Texte, Bd. 1).
- Bender, Hans und Höllerer, Walter: Konturen und Akzente des Literaturbetriebs. Briefwechsel 1953–1954. Hrsg. v. Ralf Gnosa und Michael Peter Hehl. Mit einem Vorwort von Michael Krüger. Sulzbach-Rosenberg 2009.
- Gotzmann, Werner (Hrsg.): Walter Höllerers Weltei-Erkundungen. Weiden 1987.
- Preuß, Patricia: Ingeborg Bachmann. Zu ihren Essays, Gedichten und Briefen an den Akzente-Herausgeber Walter Höllerer. Sulzbach-Rosenberg 2002 (= Briefe und Texte, Bd. 2).